# Медісонвілл (Луїзіана)
Медісонвілл (англ. Madisonville) — місто (англ. town) в США, в окрузі Сент-Таммані штату Луїзіана. Населення — 850 осіб (2020).

## Географія
Медісонвілл розташований за координатами 30°23′55″ пн. ш. 90°9′58″ зх. д. / 30.39861° пн. ш. 90.16611° зх. д. (30.398528, -90.166150).  За даними Бюро перепису населення США в 2010 році місто мало площу 6,51 км², з яких 6,46 км² — суходіл та 0,06 км² — водойми.

## Демографія
Згідно з переписом 2010 року, у місті мешкало 748 осіб у 320 домогосподарствах у складі 212 родин. Густота населення становила 115 осіб/км².  Було 372 помешкання (57/км²).
Расовий склад населення:
| - 86,9 % — білих - 4,5 % — чорних або афроамериканців - 1,3 % — азіатів - 0,4 % — корінних американців - 0,3 % — вихідців з тихоокеанських островів - 4,8 % — осіб інших рас |

До двох чи більше рас належало 1,7 %. Частка іспаномовних становила 2,7 % від усіх жителів.
За віковим діапазоном населення розподілялося таким чином: 21,9 % — особи молодші 18 років, 63,3 % — особи у віці 18—64 років, 14,8 % — особи у віці 65 років та старші. Медіана віку мешканця становила 40,8 року. На 100 осіб жіночої статі у місті припадало 95,3 чоловіків;  на 100 жінок у віці від 18 років та старших — 98,6 чоловіків також старших 18 років.
Середній дохід на одне домашнє господарство  становив 105 686 доларів США (медіана — 82 500), а середній дохід на одну сім'ю — 131 641 долар (медіана — 99 375). За межею бідності перебувало 9,4 % осіб, у тому числі 2,5 % дітей у віці до 18 років та 1,7 % осіб у віці 65 років та старших.
Цивільне працевлаштоване населення становило 403 особи. Основні галузі зайнятості: освіта, охорона здоров'я та соціальна допомога — 24,6 %, будівництво — 16,4 %, мистецтво, розваги та відпочинок — 11,4 %, науковці, спеціалісти, менеджери — 10,4 %.